# Unione Sportiva Sassuolo Calcio 2021-2022
Questa voce raccoglie le informazioni riguardanti l'Unione Sportiva Sassuolo Calcio nelle competizioni ufficiali della stagione 2021-2022.

## Stagione
Nella stagione 2021-2022 il Sassuolo disputa il suo nono campionato di Serie A e partecipa alla Coppa Italia. Finito l'ottimo triennio di collaborazione con Roby De Zerbi, la squadra neroverde passa nelle mani di Alessio Dionisi. Ottiene 50 punti nel massimo campionato con l'undicesimo posto finale, raccoglie 24 punti nel girone di andata e 26 nel girone di ritorno, costantemente in una zona tranquilla della classifica. Sono tre i giocatori emiliani che chiudono questa stagione doppia cifra in campionato, con 16 reti Gianluca Scamacca, con 15 reti il capitano Domenico Berardi, 6 delle quali su calci di rigore, con 10 reti il bolognese Giacomo Raspadori. Nella Coppa Italia il Sassuolo entra in scena a gennaio negli ottavi, superando (1-0) il Cagliari, poi nei quarti viene eliminato (2-1) dalla Juventus.

## Organigramma societario
Area direttiva
- Presidente: Carlo Rossi
- Vicepresidente: Veronica Squinzi
- Direttore generale: Giovanni Carnevali
- Direttore sportivo: Giovanni Rossi

Area tecnica
- Allenatore: Alessio Dionisi
- Viceallenatore: Paolo Cozzi
- Preparatori atletici: Fabio Spighi e Nicola Riva
- Recupero infortunati: Andrea Rinaldi

## Divise e sponsor
Il fornitore tecnico per la stagione 2021-2022 è Puma, mentre lo sponsor ufficiale è Mapei.
| Casa | Trasferta | Terza divisa |
| ---- | --------- | ------------ |

## Rosa
Rosa e numerazione aggiornati al 31 gennaio 2022.
| N. |                               | Ruolo | Calciatore                      |
| -- | ----------------------------- | ----- | ------------------------------- |
| 3  | Italia (bandiera)             | D     | Edoardo Goldaniga               |
| 4  | Italia (bandiera)             | C     | Francesco Magnanelli (capitano) |
| 5  | Turchia (bandiera)            | D     | Kaan Ayhan                      |
| 6  | Brasile (bandiera)            | D     | Rogério                         |
| 7  | Costa d'Avorio (bandiera)     | A     | Jérémie Boga                    |
| 7  | Italia (bandiera)             | A     | Brian Oddei                     |
| 8  | Francia (bandiera)            | C     | Maxime Lopez                    |
| 9  | Italia (bandiera)             | A     | Francesco Caputo                |
| 10 | Serbia (bandiera)             | C     | Filip Đuričić                   |
| 11 | Italia (bandiera)             | A     | Riccardo Ciervo                 |
| 13 | Italia (bandiera)             | D     | Federico Peluso                 |
| 14 | Guinea Equatoriale (bandiera) | C     | Pedro Obiang                    |
| 15 | Norvegia (bandiera)           | A     | Emil Ceide                      |
| 16 | Italia (bandiera)             | C     | Davide Frattesi                 |
| 17 | Turchia (bandiera)            | D     | Mert Müldür                     |
| 18 | Italia (bandiera)             | A     | Giacomo Raspadori               |
| 19 | Italia (bandiera)             | D     | Filippo Romagna                 |
| 20 | Paesi Bassi (bandiera)        | C     | Abdou Harroui                   |
| 21 | Romania (bandiera)            | D     | Vlad Chiricheș                  |
| 22 | Germania (bandiera)           | D     | Jeremy Toljan                   |
| 23 | Costa d'Avorio (bandiera)     | C     | Hamed Traorè                    |

| N. |                     | Ruolo | Calciatore             |
| -- | ------------------- | ----- | ---------------------- |
| 24 | Italia (bandiera)   | P     | Giacomo Satalino       |
| 25 | Italia (bandiera)   | A     | Domenico Berardi       |
| 26 | Albania (bandiera)  | C     | Asan Mata              |
| 27 | Italia (bandiera)   | C     | Christian Aucelli      |
| 28 | Italia (bandiera)   | C     | Justin Kumi            |
| 29 | Italia (bandiera)   | A     | Luigi Samele           |
| 30 | Italia (bandiera)   | P     | Samuele Vitale         |
| 31 | Italia (bandiera)   | D     | Gian Marco Ferrari     |
| 44 | Brasile (bandiera)  | D     | Ruan Tressoldi         |
| 47 | Italia (bandiera)   | P     | Andrea Consigli        |
| 56 | Italia (bandiera)   | P     | Gianluca Pegolo        |
| 68 | Niger (bandiera)    | C     | Salim Abubakar         |
| 70 | Colombia (bandiera) | D     | Yeferson Paz           |
| 71 | Italia (bandiera)   | P     | Gioele Zacchi          |
| 77 | Grecia (bandiera)   | D     | Geōrgios Kyriakopoulos |
| 89 | Italia (bandiera)   | D     | Edoardo Pieragnolo     |
| 91 | Italia (bandiera)   | A     | Gianluca Scamacca      |
| 92 | Francia (bandiera)  | A     | Grégoire Defrel        |
| 97 | Brasile (bandiera)  | C     | Matheus Henrique       |
|    | Uruguay (bandiera)  | A     | Nicolás Schiappacasse  |
|    | Italia (bandiera)   | A     | Luca Moro              |

## Calciomercato

### Sessione estiva (dal 1º luglio al 31 agosto)
| Acquisti         | Acquisti           | Acquisti  | Acquisti                         |
| R.               | Nome               | da        | Modalità                         |
| ---------------- | ------------------ | --------- | -------------------------------- |
| D                | Claud Adjapong     | Lecce     | fine prestito                    |
| D                | Cristian Dell'Orco | Spezia    | fine prestito                    |
| D                | Edoardo Goldaniga  | Genoa     | fine prestito                    |
| D                | Riccardo Marchizza | Spezia    | fine prestito                    |
| D                | Leonardo Sernicola | SPAL      | fine prestito                    |
| D                | Ruan Tressoldi     | Grêmio    | definitivo                       |
| C                | Davide Frattesi    | Monza     | fine prestito                    |
| C                | Matheus Henrique   | Grêmio    | prestito con obbligo di riscatto |
| C                | Luca Mazzitelli    | Pisa      | fine prestito                    |
| C                | Marco Pinato       | Cremonese | fine prestito                    |
| A                | Enrico Brignola    | Frosinone | fine prestito                    |
| A                | Jens Odgaard       | Pescara   | fine prestito                    |
| A                | Nicholas Pierini   | Modena    | fine prestito                    |
| A                | Federico Ricci     | Monza     | fine prestito                    |
| A                | Gianluca Scamacca  | Genoa     | fine prestito                    |
| Altre operazioni |                    |           |                                  |
| R.               | Nome               | da        | Modalità                         |
| D                | Marco Sala         | SPAL      | fine prestito                    |

| Cessioni         | Cessioni           | Cessioni     | Cessioni                                                                        |
| R.               | Nome               | a            | Modalità                                                                        |
| ---------------- | ------------------ | ------------ | ------------------------------------------------------------------------------- |
| D                | Claud Adjapong     | Reggina      | prestito                                                                        |
| D                | Cristian Dell'Orco | Perugia      | definitivo                                                                      |
| D                | Riccardo Marchizza | Empoli       | prestito                                                                        |
| D                | Marlon             | Šachtar      | definitivo                                                                      |
| D                | Luca Ravanelli     | Cremonese    | definitivo                                                                      |
| D                | Leonardo Sernicola | Cremonese    | prestito                                                                        |
| D                | Ruan Tressoldi     | Grêmio       | prestito                                                                        |
| C                | Luca Mazzitelli    | Monza        | definitivo                                                                      |
| C                | Manuel Locatelli   | Juventus     | prestito biennale con obbligo di riscatto (25 milioni € + 12,5 milioni € bonus) |
| A                | Jens Odgaard       | RKC Waalwijk | prestito                                                                        |
| A                | Federico Ricci     | Reggina      | definitivo                                                                      |
| Altre operazioni |                    |              |                                                                                 |
| R.               | Nome               | a            | Modalità                                                                        |
| P                | Stefano Turati     | Reggina      | prestito                                                                        |

### Sessione invernale(dal 3 gennaio al 31 gennaio)
| Acquisti         | Acquisti              | Acquisti   | Acquisti      |
| R.               | Nome                  | da         | Modalità      |
| ---------------- | --------------------- | ---------- | ------------- |
| A                | Emil Ceide            | Rosenborg  | definitivo    |
| A                | Riccardo Ciervo       | Roma       | prestito      |
| A                | Khouma El Babacar     | Alanyaspor | fine prestito |
| A                | Brian Oddei           | Crotone    | fine prestito |
| Altre operazioni |                       |            |               |
| R.               | Nome                  | da         | Modalità      |
| A                | Luca Moro             | Padova     | definitivo    |
| A                | Nicolás Schiappacasse | Peñarol    | fine prestito |

| Cessioni         | Cessioni          | Cessioni   | Cessioni   |
| R.               | Nome              | a          | Modalità   |
| ---------------- | ----------------- | ---------- | ---------- |
| D                | Edoardo Goldaniga | Cagliari   | definitivo |
| A                | Jérémie Boga      | Atalanta   | prestito   |
| A                | Khouma El Babacar | Copenaghen | definitivo |
| Altre operazioni |                   |            |            |
| R.               | Nome              | a          | Modalità   |
| A                | Luca Moro         | Catania    | prestito   |

### Operazioni successive alle sessioni
| Acquisti | Acquisti  | Acquisti | Acquisti      |
| R.       | Nome      | da       | Modalità      |
| -------- | --------- | -------- | ------------- |
| A        | Luca Moro | Catania  | fine prestito |

| Cessioni | Cessioni | Cessioni | Cessioni |
| R.       | Nome     | a        | Modalità |
| -------- | -------- | -------- | -------- |

## Risultati

### Serie A

#### Girone di andata
| Arbitro: | Volpi (Arezzo) |

|                          |           |                                      |
| Zaccagni 71’ (rig.), 90’ | Marcatori | 32’ Raspadori 51’ Đuričić 77’ Traorè |

| Reggio Emilia 29 agosto 2021, ore 18:30 CEST 2ª giornata | Sassuolo          | 0 – 0 referto | Sampdoria | Mapei Stadium - Città del Tricolore (3 309 spett.)\| Arbitro: \| Sacchi (Macerata) \| |
| Arbitro:                                                 | Sacchi (Macerata) |               |           |                                                                                       |

| Arbitro: | Sozza (Milano) |

|                                 |           |             |
| Cristante 37’ El Shaarawy 90+1’ | Marcatori | 57’ Đuričić |

| Arbitro: | Piccinini (Forlì) |

|  |           |           |
|  | Marcatori | 83’ Pjaca |

| Arbitro: | Massa (Imperia) |

|                          |           |             |
| Gosens 3’ Zappacosta 37’ | Marcatori | 44’ Berardi |

| Arbitro: | Giua (Olbia) |

|             |           |  |
| Berardi 54’ | Marcatori |  |

| Arbitro: | Pairetto (Nichelino) |

|                    |           |                               |
| Berardi 22’ (rig.) | Marcatori | 58’ Džeko 78’ (rig.) Martínez |

| Arbitro: | Chiffi (Padova) |

|                        |           |                   |
| Destro 27’ Vásquez 89’ | Marcatori | 17’, 21’ Scamacca |

| Arbitro: | Di Martino (Teramo) |

|                                           |           |             |
| Berardi 37’ Henry 50’ (aut.) Frattesi 66’ | Marcatori | 32’ Okereke |

| Arbitro: | Sacchi (Macerata) |

|              |           |                          |
| McKennie 76’ | Marcatori | 44’ Frattesi 90+5’ Lopez |

| Arbitro: | Massimi (Termoli) |

|                    |           |                                      |
| Tonelli 43’ (aut.) | Marcatori | 83’ (rig.) Pinamonti 90+2’ Żurkowski |

| Arbitro: | Dionisi (L'Aquila) |

|                                          |           |                          |
| Deulofeu 8’ Frattesi 39’ (aut.) Beto 51’ | Marcatori | 15’ Berardi 28’ Frattesi |

| Arbitro: | Baroni (Firenze) |

|                                 |           |                                 |
| Scamacca 37’ Berardi 51’ (rig.) | Marcatori | 40’ Keita 56’ (rig.) João Pedro |

| Arbitro: | Manganiello (Pinerolo) |

|                  |           |                                          |
| A. Romagnoli 21’ | Marcatori | 24’ Scamacca 33’ (aut.) Kjær 66’ Berardi |

| Arbitro: | Pezzuto (Lecce) |

|                             |           |                      |
| Scamacca 71’ G. Ferrari 89’ | Marcatori | 51’ Ruiz 59’ Mertens |

| Arbitro: | Maresca (Napoli) |

|                     |           |                    |
| Manaj 35’ Gyasi 47’ | Marcatori | 66’, 79’ Raspadori |

| Arbitro: | Sozza (Seregno) |

|                           |           |             |
| Berardi 63’ Raspadori 69’ | Marcatori | 7’ Zaccagni |

| Arbitro: | Serra (Torino) |

|                           |           |                           |
| Vlahović 51’ Torreira 61’ | Marcatori | 32’ Scamacca 37’ Frattesi |

| Arbitro: | Fabbri (Ravenna) |

|  |           |                                         |
|  | Marcatori | 36’ Orsolini 44’ Hickey 90+4’ Santander |

#### Girone di ritorno
| Arbitro: | Manganiello (Pinerolo) |

|             |           |           |
| Berardi 55’ | Marcatori | 6’ Destro |

| Arbitro: | Volpi (Arezzo) |

|               |           |                                                           |
| Henderson 16’ | Marcatori | 13’ (rig.) Berardi 24’, 71’ Raspadori 67’, 90+2’ Scamacca |

| Arbitro: | Prontera (Bologna) |

|                         |           |                                          |
| Scamacca 54’ Defrel 67’ | Marcatori | 37’ Caprari 44’, 57’ (rig.), 90+4’ Barák |

| Arbitro: | Fourneau (Roma) |

|              |           |               |
| Sanabria 16’ | Marcatori | 88’ Raspadori |

| Arbitro: | Maresca (Napoli) |

|                                                    |           |  |
| Caputo 5’ Sensi 7’ Conti 63’ Candreva 90+1’ (rig.) | Marcatori |  |

| Arbitro: | Guida (Torre Annunziata) |

|                                |           |                                      |
| Smalling 47’ (aut.) Traorè 73’ | Marcatori | 45+1’ (rig.) Abraham 90+4’ Cristante |

| Arbitro: | Fourneau (Roma) |

|  |           |                           |
|  | Marcatori | 8’ Raspadori 26’ Scamacca |

| Arbitro: | Prontera (Bologna) |

|                         |           |            |
| Traorè 19’ Defrel 90+4’ | Marcatori | 88’ Cabral |

| Arbitro: | Pairetto (Nichelino) |

|           |           |                                                                 |
| Henry 34’ | Marcatori | 2’ Raspadori 17’ (rig.), 71’ (rig.) Berardi 29’ (rig.) Scamacca |

| Arbitro: | Massimi (Termoli) |

|                        |           |                         |
| Bonazzoli 8’ Đurić 81’ | Marcatori | 20’ Scamacca 30’ Traorè |

| Arbitro: | Volpi (Arezzo) |

|                                                |           |           |
| Berardi 17’ (rig.), 48’ Ayhan 78’ Scamacca 81’ | Marcatori | 36’ Verde |

| Arbitro: | Rapuano (Rimini) |

|                                  |           |              |
| Lazzari 17’ Milinković-Savić 51’ | Marcatori | 90+4’ Traorè |

| Arbitro: | Sacchi (Macerata) |

|                 |           |              |
| Traorè 24’, 61’ | Marcatori | 90+3’ Muriel |

| Arbitro: | Massa (Imperia) |

|            |           |  |
| Deiola 42’ | Marcatori |  |

| Arbitro: | Maresca (Napoli) |

|               |           |                     |
| Raspadori 39’ | Marcatori | 45’ Dybala 88’ Kean |

| Arbitro: | Rapuano (Rimini) |

|                                                                   |           |           |
| Koulibaly 7’ Osimhen 15’ Lozano 19’ Mertens 21’, 54’ Rrahmani 80’ | Marcatori | 87’ Lopez |

| Arbitro: | Marcenaro (Genova) |

|             |           |              |
| Scamacca 6’ | Marcatori | 77’ Nuytinck |

| Arbitro: | Ghersini (Genova) |

|                       |           |                               |
| Orsolini 90+2’ (rig.) | Marcatori | 35’, 80’ Scamacca 75’ Berardi |

| Arbitro: | Doveri (Roma) |

|  |           |                            |
|  | Marcatori | 17’, 32’ Giroud 36’ Kessié |

### Coppa Italia

#### Fase a eliminazione diretta
| Arbitro: | Marchetti (Ostia Lido) |

|             |           |  |
| Harroui 18’ | Marcatori |  |

| Arbitro: | Marinelli (Tivoli) |

|                                |           |            |
| Dybala 3’ Tressoldi 88’ (aut.) | Marcatori | 24’ Traorè |

## Statistiche

### Statistiche di squadra
| Competizione | Punti | In casa | In casa | In casa | In casa | In casa | In casa | In trasferta | In trasferta | In trasferta | In trasferta | In trasferta | In trasferta | Totale | Totale | Totale | Totale | Totale | Totale | DR |
| Competizione | Punti | G       | V       | N       | P       | Gf      | Gs      | G            | V            | N            | P            | Gf           | Gs           | G      | V      | N      | P      | Gf     | Gs     | DR |
| ------------ | ----- | ------- | ------- | ------- | ------- | ------- | ------- | ------------ | ------------ | ------------ | ------------ | ------------ | ------------ | ------ | ------ | ------ | ------ | ------ | ------ | -- |
| Serie A      | 50    | 19      | 6       | 6       | 7       | 27      | 30      | 19           | 7            | 5            | 7            | 37           | 36           | 38     | 13     | 11     | 14     | 64     | 66     | -2 |
| Coppa Italia | -     | 1       | 1       | 0       | 0       | 1       | 0       | 1            | 0            | 0            | 1            | 1            | 2            | 2      | 1      | 0      | 1      | 2      | 2      | 0  |
| Totale       | -     | 20      | 7       | 6       | 7       | 28      | 30      | 20           | 7            | 5            | 8            | 38           | 38           | 40     | 14     | 11     | 15     | 66     | 68     | -2 |

### Andamento in campionato
| Giornata  | 1 | 2 | 3 | 4  | 5  | 6  | 7  | 8  | 9  | 10 | 11 | 12 | 13 | 14 | 15 | 16 | 17 | 18 | 19 | 20 | 21 | 22 | 23 | 24 | 25 | 26 | 27 | 28 | 29 | 30 | 31 | 32 | 33 | 34 | 35 | 36 | 37 | 38 |
| --------- | - | - | - | -- | -- | -- | -- | -- | -- | -- | -- | -- | -- | -- | -- | -- | -- | -- | -- | -- | -- | -- | -- | -- | -- | -- | -- | -- | -- | -- | -- | -- | -- | -- | -- | -- | -- | -- |
| Luogo     | T | C | T | C  | T  | C  | C  | T  | C  | T  | C  | T  | C  | T  | C  | T  | C  | T  | C  | C  | T  | C  | T  | T  | C  | T  | C  | T  | T  | C  | T  | C  | T  | C  | T  | C  | T  | C  |
| Risultato | V | N | P | P  | P  | V  | P  | N  | V  | V  | P  | P  | N  | V  | N  | N  | V  | N  | P  | N  | V  | P  | N  | P  | N  | V  | V  | V  | N  | V  | P  | V  | P  | P  | P  | N  | V  | P  |
| Posizione | 1 | 6 | 9 | 12 | 14 | 12 | 14 | 12 | 11 | 9  | 12 | 12 | 13 | 12 | 12 | 12 | 11 | 11 | 12 | 12 | 9  | 12 | 11 | 12 | 12 | 11 | 10 | 10 | 10 | 9  | 10 | 9  | 10 | 10 | 11 | 11 | 11 | 11 |

Fonte:  Serie A – Classifiche, su sport.sky.it, Sky Sport. URL consultato il 30 giugno 2020 (archiviato dall'url originale l'11 settembre 2014).
Legenda:

Luogo: C = Casa; T = Trasferta. Risultato: V = Vittoria; N = Pareggio; P = Sconfitta.

### Statistiche dei giocatori
| Giocatore        | Serie A  | Serie A | Serie A     | Serie A    | Coppa Italia | Coppa Italia | Coppa Italia | Coppa Italia | Totale   | Totale | Totale      | Totale     |
| Giocatore        | Presenze | Reti    | Ammonizioni | Espulsioni | Presenze     | Reti         | Ammonizioni  | Espulsioni   | Presenze | Reti   | Ammonizioni | Espulsioni |
| ---------------- | -------- | ------- | ----------- | ---------- | ------------ | ------------ | ------------ | ------------ | -------- | ------ | ----------- | ---------- |
| K. Ayhan         | 23       | 1       | 2           | 1          | 1            | 0            | 0            | 0            | 24       | 1      | 2           | 1          |
| D. Berardi       | 33       | 15      | 9           | 0          | 1            | 0            | 0            | 0            | 34       | 15     | 9           | 0          |
| J. Boga          | 12       | 0       | 0           | 0          | 0            | 0            | 0            | 0            | 12       | 0      | 0           | 0          |
| F. Caputo        | 2        | 0       | 1           | 0          | 0            | 0            | 0            | 0            | 2        | 0      | 1           | 0          |
| E. Ceide         | 6        | 0       | 0           | 0          | 1            | 0            | 0            | 0            | 7        | 0      | 0           | 0          |
| V. Chiricheș     | 29       | 0       | 4           | 0          | 0            | 0            | 0            | 0            | 29       | 0      | 4           | 0          |
| A. Consigli      | 37       | -63     | 2           | 0          | 0            | 0            | 0            | 0            | 37       | -63    | 2           | 0          |
| G. Defrel        | 38       | 2       | 3           | 0          | 2            | 0            | 0            | 0            | 40       | 2      | 3           | 0          |
| F. Đuričić       | 12       | 2       | 1           | 0          | 0            | 0            | 0            | 0            | 12       | 2      | 1           | 0          |
| G.M. Ferrari     | 36       | 1       | 6           | 1          | 2            | 0            | 1            | 0            | 38       | 1      | 7           | 1          |
| D. Frattesi      | 36       | 4       | 6           | 0          | 2            | 0            | 0            | 0            | 38       | 4      | 6           | 0          |
| E. Goldaniga     | 1        | 0       | 0           | 0          | 0            | 0            | 0            | 0            | 1        | 0      | 0           | 0          |
| A. Harroui       | 22       | 0       | 2           | 0          | 2            | 1            | 0            | 0            | 24       | 1      | 2           | 0          |
| M. Henrique      | 25       | 0       | 3           | 0          | 1            | 0            | 1            | 0            | 26       | 0      | 4           | 0          |
| G. Kyriakopoulos | 29       | 0       | 6           | 0          | 2            | 0            | 0            | 0            | 31       | 0      | 6           | 0          |
| M. Lopez         | 35       | 2       | 14          | 0          | 2            | 0            | 0            | 0            | 37       | 2      | 14          | 0          |
| F. Magnanelli    | 12       | 0       | 1           | 0          | 1            | 0            | 0            | 0            | 13       | 0      | 1           | 0          |
| M. Müldür        | 31       | 0       | 5           | 0          | 2            | 0            | 0            | 0            | 33       | 0      | 5           | 0          |
| P. Obiang        | 0        | 0       | 0           | 0          | 0            | 0            | 0            | 0            | 0        | 0      | 0           | 0          |
| B. Oddei         | 2        | 0       | 0           | 0          | 0            | 0            | 0            | 0            | 2        | 0      | 0           | 0          |
| G. Pegolo        | 1        | -3      | 0           | 0          | 2            | -2           | 0            | 0            | 3        | -5     | 0           | 0          |
| F. Peluso        | 2        | 0       | 0           | 0          | 1            | 0            | 0            | 0            | 3        | 0      | 0           | 0          |
| G. Raspadori     | 36       | 10      | 9           | 1          | 2            | 0            | 0            | 0            | 38       | 10     | 9           | 1          |
| Rogério          | 23       | 0       | 5           | 0          | 1            | 0            | 0            | 0            | 24       | 0      | 5           | 0          |
| F. Romagna       | 0        | 0       | 0           | 0          | 0            | 0            | 0            | 0            | 0        | 0      | 0           | 0          |
| T. Ruan          | 10       | 0       | 1           | 0          | 2            | 0            | 0            | 0            | 12       | 0      | 1           | 0          |
| L. Samele        | 2        | 0       | 0           | 0          | 0            | 0            | 0            | 0            | 2        | 0      | 0           | 0          |
| G. Satalino      | 1        | 0       | 0           | 0          | 0            | 0            | 0            | 0            | 1        | 0      | 0           | 0          |
| G. Scamacca      | 36       | 16      | 7           | 0          | 2            | 0            | 0            | 0            | 38       | 16     | 7           | 0          |
| J. Toljan        | 20       | 0       | 2           | 0          | 0            | 0            | 0            | 0            | 20       | 0      | 2           | 0          |
| H. Traorè        | 31       | 7       | 3           | 0          | 1            | 1            | 1            | 0            | 32       | 8      | 4           | 0          |
| S. Vitale        | 0        | 0       | 0           | 0          | 0            | 0            | 0            | 0            | 0        | 0      | 0           | 0          |